# 秘メ煙
秘メ煙（ひめげむり）～HIMEGEMURI～は2007年公開の日本映画。
ギャングスターフィルム3D(GANG STAR FILM 3D)制作。
監督・脚本は第6回インディーズムービー・フェスティバル「夢の希地」にて準グランプリを受賞した多積正之。

本作品は同フェスティバルの支援を受けた劇場デビュー作となる。
 

2012年 「-HIMEGEMURI-血染めのギャングスター」としてDVDがリリースされる。

## ストーリー
1997年夏、26歳の知之は野外ライブ会場に来ていた17歳の智子と出会い、恋に落ちてしまう。

智子は夏休みを利用して知之が暮らす海辺の手作りハウスへと遊びに行くのだった。

ある日、その出来事は突然やってきた。

二人の想いは灼熱の太陽に焦がされるかのように、一生忘れられない記憶となるのだった。

## キャスト
- 鈴木知之：北村哲也
- 鈴木智子：ますきあこ
- 小林篤：高橋剛
- 相原香織：山下紗那
- 松木太郎：右田隆
- 新城正樹：前田寛之
- 新城結樹：松来俊
- リサ：椿かおり
- 康仁：橋本貴幸
- 秋尾：近藤大介
- 健吾：牛丸亮
- 秀男：石井英登
- 隼人：石原寛永
- 誠：伊藤正寛
- 桐島りら：伊澤恵美子
- 鈴木芳恵：英由佳
- 鈴木清：田村研作
- 鈴木勝子：沖直未
- 日本舞踊先生：杉崎佳穂
- テキ屋：八多太司
- 親方：小池松三
- 橘警部：松本勝
- 鈴木若子：たなかえり
- 鈴木ゆうた：吉崎未悠

- 香織（声）：松野果音

## スタッフ
- 監督・脚本・編集：多積正之
- プロデュース・脚本脚色・撮影監督：高島章

- 照明・VE：清井俊樹
- 美術：鈴木功二
- 撮影・スチール：曽根剛
- 録音：簗瀬裕子
- プロデュース：武井哲
- 衣装：松村摩理
- 音楽：水上裕規
- 主題歌：吉川歩「Deep Sky」
- 総合プロデュース：西村秀雄